# Leichtathletik-Weltmeisterschaften 2011/Teilnehmer (Kenia)
| Gelbes Symbol für Goldmedaillen mit stilisierten Olympischen Ringen | Graues Symbol für Silbermedaillen mit stilisierten Olympischen Ringen | Braundes Symbol für Bronzemedaillen mit stilisierten Olympischen Ringen |
| ------------------------------------------------------------------- | --------------------------------------------------------------------- | ----------------------------------------------------------------------- |
| 7                                                                   | 7                                                                     | 4                                                                       |

Der kenianische Leichtathletik-Verband stellte bei den Leichtathletik-Weltmeisterschaften 2011 im koreanischen Daegu 47 Teilnehmer.

## Ergebnisse

### Männer

#### Laufdisziplinen
| Athlet                                                                                   | Disziplin        | Vorlauf        | Vorlauf | Halbfinale  | Halbfinale | Finale          | Finale        |
| Athlet                                                                                   | Disziplin        | Zeit           | Platz   | Zeit        | Platz      | Zeit            | Platz         |
| ---------------------------------------------------------------------------------------- | ---------------- | -------------- | ------- | ----------- | ---------- | --------------- | ------------- |
| Jackson Kivuva                                                                           | 800 m            | 1:46,57 min    | 13      | 1:45,97 min | 12         | ausgeschieden   | ausgeschieden |
| David Lekuta Rudisha                                                                     | 800 m            | 1:46,29        | 9       | 1:44,20 min | 1          | 1:43,91 min     | Gold          |
| Alfred Kirwa Yego                                                                        | 800 m            | 1:45,50 min    | 3       | 1:44,82 min | 6          | 1:45,83 min     | 7             |
| Silas Kiplagat                                                                           | 1500 m           | 3:40,13 min    | 11      | 3:46,75 min | 15         | 3:35,92 min     | Silber        |
| Asbel Kiprop                                                                             | 1500 m           | 3:41,22 min    | 19      | 3:36,75 min | 1          | 3:35,69 min     | Gold          |
| Daniel Kipchirchir Komen                                                                 | 1500 m           | 3:38,54 min    | 1       | 3:37,58 min | 9          | ausgeschieden   | ausgeschieden |
| Eliud Kipchoge                                                                           | 5000 m           | 13:39,02 min   | 11      |             |            | 13:27,27 min    | 7             |
| Isiah Kiplangat Koech                                                                    | 5000 m           | 13:34,54 min   | 4       |             |            | 13:24,95 min    | 4             |
| Thomas Pkemei Longosiwa                                                                  | 5000 m           | 13:34,46 min   | 2       |             |            | 13:26,73 min    | 6             |
| Peter Cheruiyot Kirui                                                                    | 10.000 m         |                |         |             |            | 27:25,63 min PB | 6             |
| Martin Irungu Mathathi                                                                   | 10.000 m         |                |         |             |            | 27:23,87 min    | 5             |
| Paul Kipngetich Tanui                                                                    | 10.000 m         |                |         |             |            | 27:54,03 min    | 9             |
| Vincent Kipruto                                                                          | Marathon         |                |         |             |            | 2:10:06 h       | Silber        |
| Eliud Kiptanui                                                                           | Marathon         |                |         |             |            | 2:11:50 h       | 6             |
| Benjamin Kolum Kiptoo                                                                    | Marathon         |                |         |             |            | DNF             | DNF           |
| Abel Kirui                                                                               | Marathon         |                |         |             |            | 2:07:38 h SB    | Gold          |
| David Barmasai Tumo                                                                      | Marathon         |                |         |             |            | 2:11:39 h       | 5             |
| Vincent Kiplangat Kosgei                                                                 | 400 m Hürden     | 49,49 s        | 16      | 49,71 s     | 17         | ausgeschieden   | ausgeschieden |
| Abraham Chirchir                                                                         | 3000 m Hindernis | 8:23,09 min    | 11      |             |            | 8:33,56 min     | 14            |
| Ezekiel Kemboi                                                                           | 3000 m Hindernis | 8:10,93 min    | 1       |             |            | 8:14,85 min     | Gold          |
| Brimin Kiprop Kipruto                                                                    | 3000 m Hindernis | 8:21,89 min    | 9       |             |            | 8:16,05 min     | Silber        |
| Richard Kipkemboi Mateelong                                                              | 3000 m Hindernis | 8:23,76 min    | 13      |             |            | 8:19,31 min     | 7             |
| David Kimutai Rotich                                                                     | 20 km Gehen      |                |         |             |            | 1:27:20 h SB    | 31            |
| Vincent Kiplangat Kosgei Vincent Mumo Kiilu Anderson Mureta Mutegi Mark Kiprotich Muttai | 4 × 400 m        | 3:00,97 min SB | 8       |             |            | 3:01,15 min     | 6             |

### Frauen

#### Laufdisziplinen
| Athletin                  | Disziplin        | Vorlauf      | Vorlauf | Halbfinale     | Halbfinale | Finale          | Finale        |
| Athletin                  | Disziplin        | Zeit         | Platz   | Zeit           | Platz      | Zeit            | Platz         |
| ------------------------- | ---------------- | ------------ | ------- | -------------- | ---------- | --------------- | ------------- |
| Janeth Jepkosgei Busienei | 800 m            | 1:59,36 min  | 1       | 1:58,50 min SB | 3          | 1:57,42 min SB  | Bronze        |
| Cherono Koech             | 800 m            | 2:01,03 min  | 7       | 2:01,48 min    | 17         | ausgeschieden   | ausgeschieden |
| Eunice Jepkoech Sum       | 800 m            | 2:01,37 min  | 13      | 1:59,94 min    | 13         | ausgeschieden   | ausgeschieden |
| Viola Jelagat Kibiwot     | 1500 m           | 4:10,74 min  | 14      | 4:08,64 min    | 9          | ausgeschieden   | ausgeschieden |
| Nancy Jebet Langat        | 1500 m           | 4:14,37 min  | 26      | 4:12,92 min    | 24         | ausgeschieden   | ausgeschieden |
| Hellen Obiri              | 1500 m           | 4:07,59 min  | 4       | 4:08,93 min    | 11         | 4:20,23 min     | 10            |
| Mercy Cherono             | 5000 m           | 15:20,01 min | 2       |                |            | 15:00,23 min    | 5             |
| Vivian Jepkemoi Cheruiyot | 5000 m           | 15:34,80 min | 12      |                |            | 14:55,36 min    | Gold          |
| Sylvia Jebiwott Kibet     | 5000 m           | 15:20,08 min | 3       |                |            | 14:56,21 min    | Silber        |
| Linet Chepkwemoi Masai    | 5000 m           | 15:33,99 min | 10      |                |            | 15:01,01 min    | 6             |
| Priscah Jepleting Cherono | 10.000 m         |              |         |                |            | 30:56,43 min PB | 4             |
| Vivian Jepkemoi Cheruiyot | 10.000 m         |              |         |                |            | 30:48,98 min PB | Gold          |
| Sally Jepkosgei Kipyego   | 10.000 m         |              |         |                |            | 30:50,04 min    | Silber        |
| Linet Chepkwemoi Masai    | 10.000 m         |              |         |                |            | 30:53,59 min SB | Bronze        |
| Sharon Jemutai Cherop     | Marathon         |              |         |                |            | 2:29:14 h SB    | Bronze        |
| Priscah Jeptoo            | Marathon         |              |         |                |            | 2:29:00 h       | Silber        |
| Edna Kiplagat             | Marathon         |              |         |                |            | 2:28:43 h       | Gold          |
| Irene Jerotich Kosgei     | Marathon         |              |         |                |            | 2:31:29 h SB    | 13            |
| Caroline Rotich           | Marathon         |              |         |                |            | 2:37:07 h SB    | 29            |
| Milcah Chemos Cheywa      | 3000 m Hindernis | 9:35,61 min  | 6       |                |            | 9:17,16 min     | Silber        |
| Mercy Wanjiku Njoroge     | 3000 m Hindernis | 9:24,95 min  | 2       |                |            | 9:17,88 min     | Bronze        |
| Lydia Rotich              | 3000 m Hindernis | 9:36,70 min  | 8       |                |            | 9:25,74 min     | 4             |
| Grace Wanjiru Njue        | 20 km Gehen      |              |         |                |            | 1:43:59 h       | 37            |